# Yantché
Yantché (en macédonien Јанче) est un village de l'ouest de la Macédoine du Nord, situé dans la municipalité de Mavrovo et Rostoucha. Le village comptait 146 habitants en 2002.

## Démographie
Lors du recensement de 2002, le village comptait :
- Macédoniens : 111
- Turcs : 33
- Albanais : 2